# Carl's Jr.
Carl's Jr. er en fastfoodrestaurantskæde, der drives af CKE Restaurant Holdings, Inc. med restauranter primært i den vestlige og den sydvestlige del af USA.
I Danmark drives kæden af Salling Group.